# Peristylus brachypyhllus
Peristylus brachypyhllus är en orkidéart som beskrevs av Achille Richard. Peristylus brachypyhllus ingår i släktet Peristylus och familjen orkidéer. Inga underarter finns listade i Catalogue of Life.